# Getting Things Done
 (juillet 2025).
Pour les articles homonymes, voir GDT.
Pour un logiciel inspiré de cette méthode, voir Getting Things Gnome.
Getting Things Done, the art of stress-free productivity (GTD) (Faire avancer les choses, l'art de la productivité sans stress) est le titre d'un livre de David Allen publié en 2001, décrivant une méthode de gestion des priorités quotidiennes, et est depuis 2005 une marque déposée.

## Principes de la méthode

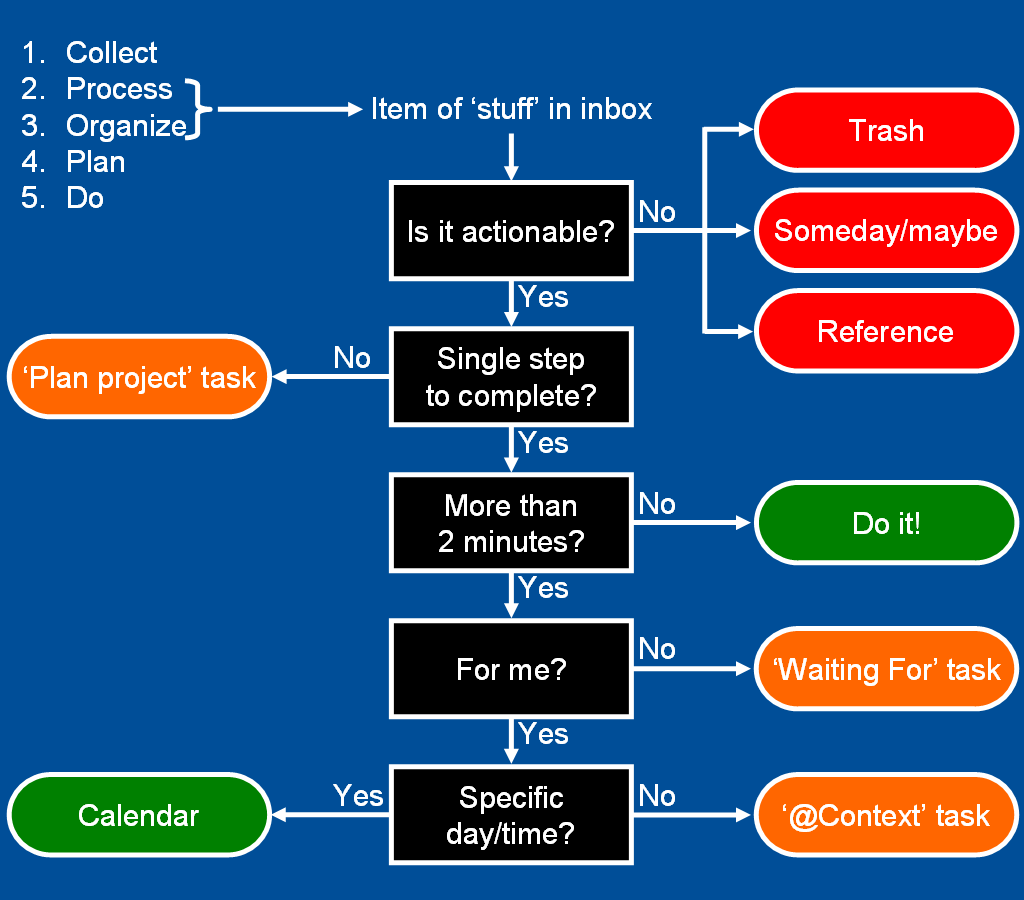
Schéma logique de la méthode GTD.

La méthode repose notamment sur 5 étapes : Saisir, Clarifier, Organiser, Planifier, Agir.
1. Saisir/capturer : il s'agit de consigner les tâches en un seul et même endroit quand elles viennent à l'esprit, pour ne pas les oublier tout en gardant l'esprit libre.
2. Clarifier : S'assurer que la tâche est bien décrite par une action concrète à mener.
3. Organiser : Répartir et découper les tâches en action simples triées par projets, priorités, dates de réalisation attendue.
4. Planifier : Définir l'ordre et la date de mise en œuvre effective de chaque tâche en veillant à la cohérence de l'ensemble.
5. Agir : Réaliser les tâches planifiées, telles qu'elles ont été planifiées.

Des apports de la psychologie et des sciences cognitives soutiennent ces recommandations et permettent, en s'inspirant de la stigmergie, de les étendre.

## Logiciels
Il existe un très grand nombre de logiciels qui se proclament « compatibles GTD ». David Allen fait remarquer dès les premiers chapitres de son livre que l'outil est moins important que la compréhension de la méthode, et qu'un logiciel, quel qu'il soit, ne saurait parvenir à faire utiliser la méthode à celui qui n'en a pas compris ni intégré les principes. Il cite certains de ses clients qui utilisent GTD avec pour seuls outils un agenda et un cahier. Certains se contentent d'un assistant personnel-papier gratuit constitué de quelques fiches (Hipster PDA).